# Récarède II
Récarède II (en gotique 𐍂𐌴𐌺𐌺𐌰𐍂𐌴𐌳𐍃 •𐌱•, en espagnol, Recaredo II) est brièvement un roi wisigoth d'Hispanie et de Septimanie en 621.

## Biographie

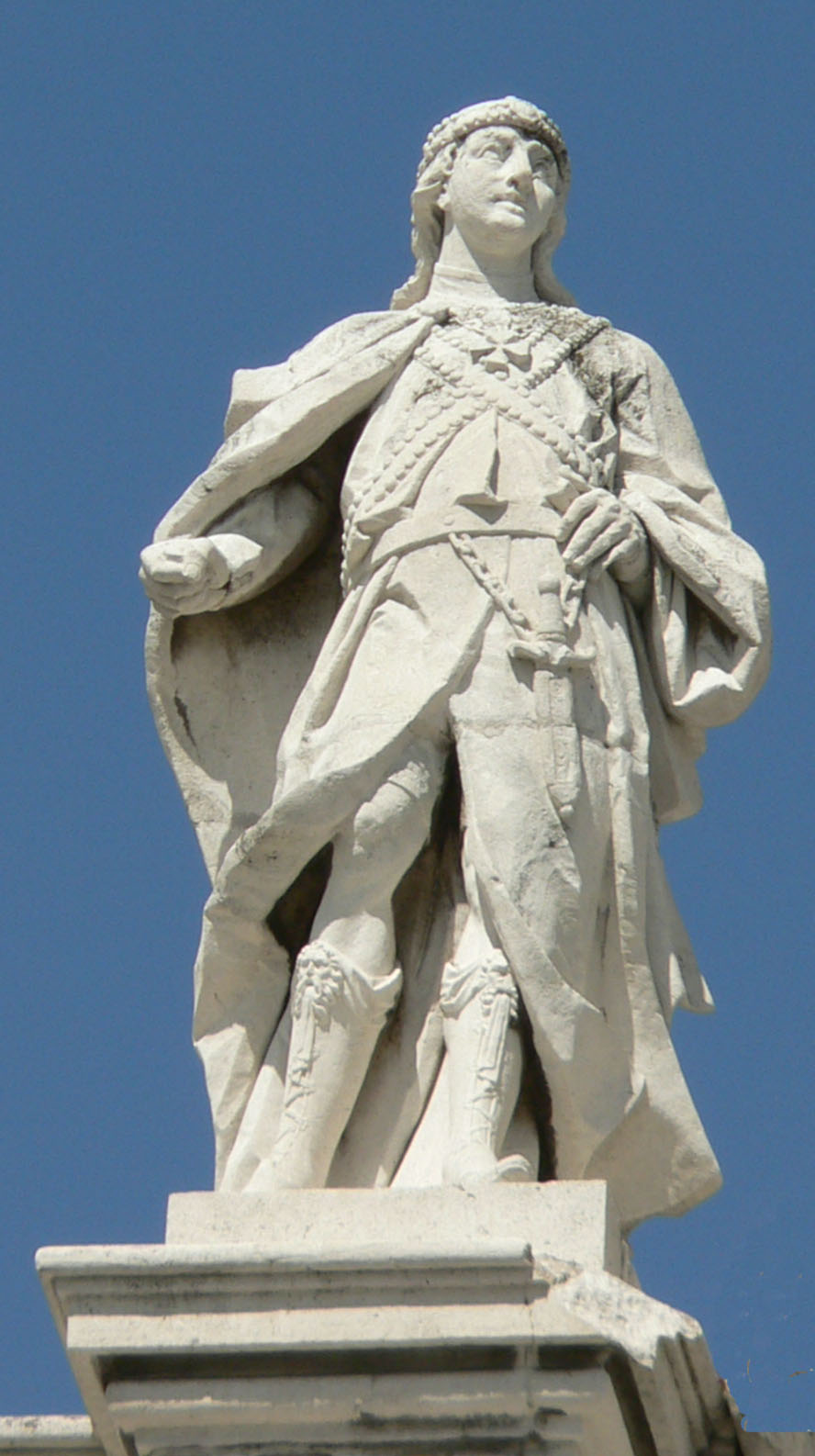
Statue de Récarède II au Palais royal de Madrid.

Né au début du VIIe siècle, fils et successeur du roi Sisebut (612–621), il est encore mineur (parvulus) lorsqu'il monte sur le trône et ne règne que quelques semaines avant de mourir mystérieusement : sa mort prématurée permet au noble Swinthila, général du roi Sisebut, de s'emparer du pouvoir. Bernard Bachrach prétend que Swinthila aurait assassiné l'enfant-roi, et que les Juifs l'auraient soutenu par haine de Sisebut et de sa famille.
Selon la chronique des rois wisigoths (Chronica regum Wisigotthorum), Reccaredus régna trois ans (la chronique commit probablement une erreur en écrivant « trois ans » au lieu de « trois mois »).

#### Sources anciennes
- (la) Isidore de Séville, Histoire des Goths, des Vandales et des Suèves, 61.

#### Sources modernes
- (en) Roger Collins, Visigothic Spain, 409–711, Oxford, Blackwell Publishing, 2004.
- (en) Edward A. Thompson, The Goths in Spain, Oxford, Clarendon Press, 1969.
- Jules Tailhan, Anonyme de Cordoue. Chronique rimée des derniers rois de Tolède et de la conquête d'Espagne par les Arabes, éd. et annotée par Jules Tailhan, Paris, 1885 (lire en ligne).